# Anna Fehér
Anna Fehér (ur. 24 września 1921 w Budapeszcie, zm. 30 grudnia 1999 tamże) – węgierska gimnastyczka. Medalistka Letnich Igrzysk Olimpijskich 1948.